# 拉赫曼·比利吉
拉赫曼·比利吉（土耳其語：Rahman Bilici，1989年10月28日—），土耳其男子摔跤运动员。他曾代表土耳其参加世界摔跤锦标赛，获得一枚铜牌。他也曾参加2012年夏季奥林匹克运动会。